# Make You Happy
"Make You Happy" (em português: Te Fazer Feliz) é uma canção da cantora e compositora canadense Céline Dion, retirada de seu quarto álbum de estúdio gravado em inglês, Falling into You (1996). Composta por Andy Marvel e produzida por Ric Wake, "Make You Happy" é uma canção pop "saltitante", com influências do reggae e do funk. Liricamente, a canção fala sobre Dion implorando alguém pelo compromisso de um relacionamento sério. "Make You Happy" foi lançada como single promocional do álbum em 7 de julho de 1997, somente no Brasil. Os críticos elogiaram a canção por sua melodia.

## Antecedentes e lançamento
Em 1993, Dion lançou seu terceiro álbum de estúdio em inglês, The Colour of My Love, sucedendo com o single "The Power of Love", um cover do sucesso de Jennifer Rush. Mais tarde, Dion lançou seu segundo álbum ao vivo, À l'Olympia, em 1994, e seu décimo álbum de estúdio em francês, D'eux, em 1995. O álbum gerou o enorme sucesso "Pour que tu m'aimes encore", sua primeira canção a alcançar às paradas musicais em vários países do mundo, e, por fim, a faixa foi gravada mais tarde em inglês e foi definida a ser lançada em seu próximo álbum, também em inglês.
Logo, a faixa foi chamada de "If That's What It Takes" e, aliás, foi incluída em Falling into You (1996), seu quarto álbum de estúdio gravado em inglês. O álbum também gerou os grandes sucessos "Because You Loved Me", "It's All Coming Back to Me Now" e "All by Myself". Ao lançar "Call the Man" como quinto single do álbum na Europa, "Make You Happy"  foi escolhido como single promocional no Brasil, no dia 7 de julho de 1997. Além de "Make You Happy", o CD promocional do single contém quatro outros sucessos da cantora canadense: "Beauty and the Beast, "The Power of Love", "Think Twice" e "When I Fall in Love".

## Composição e recepção da crítica
"Make You Happy" foi composta por Andy Marvel e produzida por Ric Wake. Wake já produziu várias canções de Dion, desde o "segundo álbum de estúdio autointitulado em inglês" (1992) da cantora, com a faixa mais notável sendo "Love Can Move Mountains", para o seu terceiro álbum de estúdio em inglês, The Colour of My Love (1993), compondo o single "Misled", entre outros. Além de compôr, Marvel também arranjou a canção, desde guitarras, teclados e bateria. "Make You Happy" foi gravado nos estúdios Cove City Sound, Dream Factory & Hit Factory.
Liricamente, "Make You Happy" é sinal de afeto e compromisso romântico. É uma canção pop saltitante, tal como foi observada por Paul Verna, da revista Billboard, que também tem elementos de reggae e de dança. A website CD Universe elogiou a faixa, chamando-a de "um número lento, badalada, com refrão cativante".

## Regravações
O conjunto musical brasileiro, Fat Family, regravou a canção, sob o título "Pra Onde For, Me Leve" em 2001, incluída no álbum Pra Onde For, Me Leve.

## Formatos e faixas
CD maxi single promocional brasileiro
1. "Make You Happy" 4:31
2. "Beauty and the Beast" – 4:04
3. "The Power of Love" – 5:43
4. "Think Twice" – 4:47
5. "When I Fall in Love" – 4:20

## Créditos e funcionários
Gravação
- Gravado nos estúdios Cove City Sound, Dream Factory & Hit Factory.
- Mixado nos estúdios Cove City Sound

Funcionários
| - Composição – Andy Marvel - Produção – Ric Wake - Programação – Lucas Secon - Arranjos – Andy Marvel | - Engenharia – Terence Dover - Teclados e bateria – Andy Marvel - Guitarra – Andy Marvel, Russ DeSalvo - Vocal de apoio – Audrey Martels |

Créditos adaptados do encarte do álbum Falling into You, lançado pela Columbia Records.